# 優博控股
優博控股有限公司，簡稱優博控股（英語：Ubot Holding Limited，港交所：8529），在2005年，由主席及首席執行官湯遠濤創立名為優博企業有限公司，業務在全球經營生產及銷售各類半導體產品。

## 历史
在2005年，湯遠濤主席於香港成立「優博企業有限公司」。
在2008年，於新加坡成立優博（新加坡）有限公司。
股份在2024年6月3日於港交所創業板上市，也是首次再在創業板上市，發售定價為0.5至0.6港元，發售股份為1.25億股，而集資額為0.6250億港元，主要用作70%將用作戰略收購及投資；約15%將用作升級信息系統及設備；約5%將用作人才招募及團隊建設；餘下將用作營運資金及一般企業用途。